# جنوب ساحل مرکزی
جنوب ساحل مرکزی (ویتنامی: Nam Trung Bộ) یکی از مناطق کشور ویتنام است.
این منطقه که شامل ۸ استان می‌شود مساحت آن ۴۴٬۳۶۷ کیلومتر مربع و جمعیت آن در سال ۲۰۱۱ میلادی ۸٬۹۰۰٬۹۰۰ نفر بوده است.

## استان‌ها
| No. | استان            | مساحت (km²) | جمعیت (۲۰۱۱) | تراکم (persons/km²) | GDP per capita (million دانگ ویتنام, ۲۰۰۷) |
| --- | ---------------- | ----------- | ------------ | ------------------- | ------------------------------------------ |
| ۱   | دانانگ           | ۱٬۲۵۶       | ۹۵۱٬۷۰۰      | ۷۴۰                 | ۱۸٫۹۸                                      |
| ۲   | استان کوانگ نام  | ۱۰٬۴۳۸      | ۱٬۴۳۵٬۰۰۰    | ۱۳۷                 | ۸٫۷۶                                       |
| ۳   | استان کوانگ نگای | ۵٬۱۵۳       | ۱٬۲۲۱٬۶۰۰    | ۲۳۷                 | ۷٫۸۲                                       |
| ۴   | استان بین دین    | ۶٬۰۴۰       | ۱٬۴۹۷٬۳۰۰    | ۲۴۷                 | ۹٫۵۷                                       |
| ۵   | استان فو ین      | ۵٬۰۶۱       | ۸۷۱٬۹۰۰      | ۱۷۲                 | ۸٫۴۳                                       |
| ۶   | استان خان هوا    | ۵٬۲۱۸       | ۱٬۱۷۴٬۱۰۰    | ۲۲۵                 | ۱۶٫۱                                       |
| ۷   | استان نین توان   | ۳٬۳۶۳       | ۵۶۹٬۰۰۰      | ۱۶۹                 | ۶٫۶۶                                       |
| ۸   | استان بین توآن   | ۷٬۸۳۷       | ۱٬۱۸۰٬۳۰۰    | ۱۵۱                 | ۱۱                                         |
| 9   | مجموع            | ۴۴٬۳۶۷      | ۸٬۹۰۰٬۹۰۰    | ۲۰۱                 | ۱۰٫۷۶                                      |